# Titi-Hemd
Das Titi-Hemd ist ein Freizeithemd für den Sommer, das in den 1950er Jahren in Italien aufkam (Titi steht für T. T., Trasformazioni Tessili, eine bekannte italienische Herrenbekleidungsfirma). Es kam damals über die amerikanische Werbung weltweit (auch im übrigen Europa) in Mode.
Das Titi-Hemd hat einen horizontalen Halsausschnitt und weit ausstehenden Umlegekragen und war farbig. Es konnte auch ohne Krawatte getragen werden.

## Quelle
- Ingrid Loschek: Reclams Mode- und Kostümlexikon, Reclam, 5. Auflage 2005 (Artikel Titihemd, auch Titiclubhemd).